# Козлова, Валерия Аркадьевна
Валерия Аркадьевна Козлова (род. 2 ноября 2005, Белгород) — российская волейболистка, диагональная нападающая. С ростом 208 см является одной из самых высоких волейболисток мира.

## Биография
Родилась в Белгороде в спортивной семье. Отец — Аркадий Козлов (род. 1981) — волейболист белгородского ВК «Локомотив-Белогорье» (до 2008) и сборной России (до 2005). Мать — Виктория Козлова (Скиба; род. 1980) — волейболистка белгородского ВК «Университет». 
Волейболом Валерия Козлова начала заниматься в белгородской СШОР № 2 у тренера С. Н. Ерёминой. В 2021 году принята в ВК «Заречье-Одинцово», в составе фарм-команды которого становилась обладателем Кубка и призёром чемпионата Молодёжной лиги. С 2022 привлекается к выступлениям и за главную команду клуба, а с сезона 2022/23 является её игроком уже на постоянной основе. В 2025 переехала в США, в Университет Барри в Майами.

### Клубная карьера
- 2021—2025 —  «Заречье-Одинцово»-2 (Московская область) — молодёжная лига;
- 2022—2025 —  «Заречье-Одинцово» (Московская область) — суперлига.
- с 2025 —  Университет Барри (Майами).

## Достижения

### Клубные
- бронзовый призёр чемпионата России 2025.
- серебряный (2025) и бронзовый (2022) призёр Молодёжной лиги чемпионата России.
- победитель розыгрыша Кубка Молодёжной лиги 2024.

### Индивидуальные
- 2024: лучшая диагональная нападающая чемпионата Молодёжной лиги.
- 2024: лучшая диагональная нападающая Кубка Молодёжной лиги.